# Ozarba dicincta
Ozarba dicincta là một loài bướm đêm trong họ Noctuidae.